# Ocean Endeavor
Ocean Endeavor – напівзанурене бурове судно, яке почало діяльність ще у 1970-х роках.

## Загальна інформація
Судно, яке до 1984-го мало найменування Ocean Endeavour, спорудили у 1976 році на замовлення компанії ODECO (в 1992-му придбана Diamond M Corporation, яка невдовзі змінила назву на Diamond Offshore Drilling) на австралійській корабельні Transfield Construction Pty у Cockburn Sound (південніше від Перту). Будівництво відбувалось у спеціально створеному котловані, який по завершенні робіт заповнили водою для виводу установки у океан.
Судно відносилось до типу Ocean Victory та могло бурити при глибині моря до 610 метрів. В 2005 – 2007 роках провели модернізацію вартістю 250 млн доларів США, за результатами якої Ocean Endeavor отримало змогу працювати при глибині до 2438 метрів та було переведене до розряду ультраглибоководних. 
Максимальна довжина свердловини становить 10,7 км, а проведення робіт забезпечує бурова установка National Oilwell Varco 2040 UDBE потужністю 4 тисячі кінських сил. Після модернізації на палубі може розміщуватись до 6 тисяч тон необхідних для бурового процесу вантажів.

## Служба судна
На момент спорудження судна нафтогазова розвідка у Австралії суттєво скоротилась і Ocean Endeavor використали для робіт у інших країнах, при цьому перше завдання воно виконало у Тунісі.
В подальшому Ocean Endeavor виконало чимало завдань у належному США секторі Мексиканській затоці. Відомо, що в 1988 році йому доручили спорудження трьох свердловин в районі Ewing Bank на блоці 371. Роботи належало провадити в районі з глибиною моря 247 метрів, а проєктна глибина свердловин становила біля 1,5 км. 
У 1999 – 2000 роках судно знову працювало на Ewing Bank, на цей раз на нафтогазовому родовищі Morpeth у блоках 921, 964 та 965. Тут воно мало пробурити для компанії British-Borneo Exploration три видобувні та одну водонагнітальну свердловини в районі з глибиною моря біля 500 метрів. Після цього завдання більшу частину 2000-го Ocean Endeavor перебувало у простої, а навесні та влітку 2001-го працювало для компанії Westport. Восени 2001-го воно виконало завдання на дві свердловини від компанії Walter.
Відомо, що в липні 2003-го Ocean Endeavor вже перебувало у простої. Оскільки він затягнувся, у січні 2005-го власник судна ухвалив рішення про зазначену вище велику модернізацію з переведенням у категорію ультраглибоководних бурових установок. Доставку Ocean Endeavor на верф у Сінгапурі та зворотнє транспортування у порт Fourchon (Луїзіана) провело судно для перевезення негабаритних вантажів Blue Marlin.
По завершенню модернізації Ocean Endeavor розпочало виконувати чотирирічний контракт з корпорацією Devon Energy на роботи у Мексиканській затоці при добовій ставці у 290 тисяч доларів США. У липні 2007-го судно розпочало буріння розвідувальної свердловини на структурі Chuck в районі Walker Ridge, блок 278. Наприкінці весни 2008-го оголосили, що вона виявилась невдалою. Зате наступна оціночна свердловина Jack-3 на нафтовому родовищі Jack підтвердила наявність тут ресурсів, достатніх для реалізації проєкту розробки. Відносно інших завдань судна цього періоду відомо, що його обрали для буріння двох свердловин за планом розробки нафтового родовища Cascade (і що Ocean Endeavor спорудив щонайменше свердловину Cascade-3).
Станом на квітень 2010-го судно провадило операцію з капітального ремонту свердловини на газоконденсатному родовищі Міка в районі Mississippi Canyon, блок 211. В цей час стався вибух бурової установки Deepwater Horizon, після якої роботи на Міці припинили, а екіпаж Ocean Endeavor евакуювали. Втім, зазначена катастрофа мала й довготриваліші наслідки – під її впливом уряд оголосив про зупинення до вивчення всіх обставин бурових робіт у Мексиканській затоці, так що Devon Energy оголосила форс-мажор по контракту, який мав завершитись лише у червні 2011-го.
В цих умовах у липні 2010-го власник Ocean Endeavor уклав угоду на його використання у єгипетському секторі Середземного моря, для компаній-операторів Rashid Petroleum (Rashpetco) та Burullus Gas (проєкт West Delta Deep Marine). Станом на грудень 2013-го судно ще перебувало поблизу дельти Нілу.
У першій половині 2014-го Ocean Endeavor пройшов на корабельні необхідну підготовку для виконання контракту у іншій кліматичній зоні – в румунському секторі Чорного моря. Тут консорціум під операторством ExxonMobil після успішного спорудження розвідувальної свердловини Domino-1 вирішив провести масштабну кампанію, яка б включала як буріння оціночних свердловин на родовищі Доміно, так і розвідку нових структур. У липні 2014-го Ocean Endeavor узялось за спорудження свердловини Domino-2, закладеної в районі з глибиною моря 800 метрів. Вона, а також закладена у вересні 2015-го ще одна оціночна свердловина Domino-4 підтвердили наявність на структурі значних покладів газу (Доміно було найбільшим чорноморським родовищем до відкриття у  турецькому секторі родовища Сакар’я).
Втім, наступною після  Domino-2 за часом спорудження була націлена на іншу структуру розвідувальна свердловина Pelican South-1, яку заклали в районі з глибиною моря лише 128 метрів. Вона також виявила газовий поклад, розмір якого первісно оцінили від 20 до 25 млрд м3.  У проміжках між спорудженням Pelican South-1 та Domino-4 на блоці XIX Neptun East пробурили ще три розвідувальні свердловини – Dolphin-1, Flamingo-1, Califar-1, проте про якісь пов’язані з ними досягнення нічого не повідомлялось (втім, існують дані що на Califar-1 виявили газ). Нарешті, після Domino-4 у грудні 2015-го почали бурити оціночну свердловину Pelican South-2. Оскільки стосовно неї інформація також була обмеженою, залишилось невідомим, чи дозволили досягнуті на структурі Pelican South результати вважати її родовищем.
По завершенні румунської кампанії Ocean Endeavor у квітні 2016-го полишило Чорне море на борту судна для перевезення великогабаритних вантажів Dockwise Vanguard. Втім, у цей період на тлі падіння цін на нафту на ринку офшорного буріння виник суттєвий надлишок бурових установок, тому того ж кварталу Ocean Endeavor потрапило у простой.
Повернути судно до роботи вдалось лише у другому кварталі 2019-го, коли воно почало роботу у британському секторі Північного моря для компанії Shell. Спершу Ocean Endeavor задіяли у проєкті нового облаштування нафтогазового родовища Penguins розташованого в районі з глибиною моря 165 метрів. Восени того ж року Shell перевела судно для буріння у норвезькому секторі на газоконденсатному родовищі Фрам. Тут до початку квітня 2020-го воно спорудило свердловини Fram G5 та Fram G3z, після чого перейшло назад до британського сектору на нафтове родовище Pierce, де до середини літа пробурило свердловини Pierce A13, Pierce A13z, Pierce A13y та Pierce А14. Наступним родовищем для Ocean Endeavor стало газоконденсатне Арран, на якому в серпні узялись за роботи на свердловинах Arran AS3 та Arran AS2. Станом на початок літа 2021-го Ocean Endeavor також працювало на цьому родовищі (відомо, що незадовго до того отримали дозвіл на спорудження цим судном на Аррані видобувної свердловини 23/16b-15).
В середині липня 2021-го Ocean Endeavor почало перебазування до нафтогазового родовища Gannet B, де воно мало провести роботи з буріння видобувної свердловини 21/25-B2Z. Як зазначив власник судна, воно стане вільним для наступного контракту лише в першому кварталі 2023 року.